# Клинопис
Клинопис — лого-силабічне письмо, яке використовували для запису  в стародавньому Межиріччі.

## Історія
Система клинопису була у використанні понад 35 століть, пройшла через кілька стадій еволюції, від 34-го століття д. до 1-го століття нашої ери. Він був повністю замінений алфавітним письмом під час римської епохи і з початку 1-го ст. н. е. у світі не використовується жодної клинописної системи. Останній відомий клинописний напис, — астрономічний текст, — було написано у 75 році н. е. Лише в 19 столітті клинопис було розшифровано (див.ассиріологія). Успішне завершення розшифровки датується 1857 роком.
Система складається з поєднання знаків для слів і складових знаків.
Клинописні знаки зазнали значних змін протягом більш ніж двох тисячоліть. Зображення внизу показує розвиток знака SAG «голова».
Етап 1 показує, піктограму, як вона був складена близько 3000 до н. е.
Етап 2 показує, як обертається піктограма, яка написана близько 2800 р. до н. е.
Етап 3 показує, знак у архаїчному монументальному написі, від бл. 2600 до н. е.
4-та стадія є знаком, який написано в глині, сучасником етапу 3.
Етап 5 являє знак кінця III тисячоліття.
Етап 6 являє староассирійський знак на початку II тисячоліття, прийнятий в хеттському клинописі.
Етап 7 є спрощений знак, написаний в ассирійській книзі на початку першого тисячоліття, і до зникнення знака.
Письмо у своєму розвитку пройшло три послідовні стадії: піктограму, ідеограму та фонограму (в Месопотамії використовувалася складова фонетична писемність — окремі символи відповідали складам слова). Спершу клинописне письмо було дуже громіздким, налічувало близько 2000 знаків. Поступово вавилонці та ассирійці зменшили кількість знаків до 350—400. До того ж, окремі клинописні ідеограми слугували детермінативами, тобто вказували як слід читати й розуміти сусідні знаки. В епоху Середньовавилонського царства клинопис став міжнародним дипломатичним письмом н месопотамський клинопис іноді образно називають «латиницею Стародавнього Сходу». Проте з останньої третини II тис. до н. е. клинопис почали витісняти стародавні алфавіти. Ассиріологи вважають, що клинописне письмо поступилося місцем алфавітному не стільки тому, що останнє простіше і зручніше, скільки у наслідок поширення на Близькому Сході арамейської мови.
На початку І тис. до н. е. у Месопотамії глиняні таблички змінюються дерев'яними, вкритими воском (цери). Такі дерев'яні таблички потім зброшуровували в книги — ширми за допомогою шнурка. Користуватися такими «книгами» було зручніше, ніж важкими і крихкими глиняними табличками. Іноді клинописні знаки наносилися чорнилом на вологу глину.

## Дешифруванняклинопису

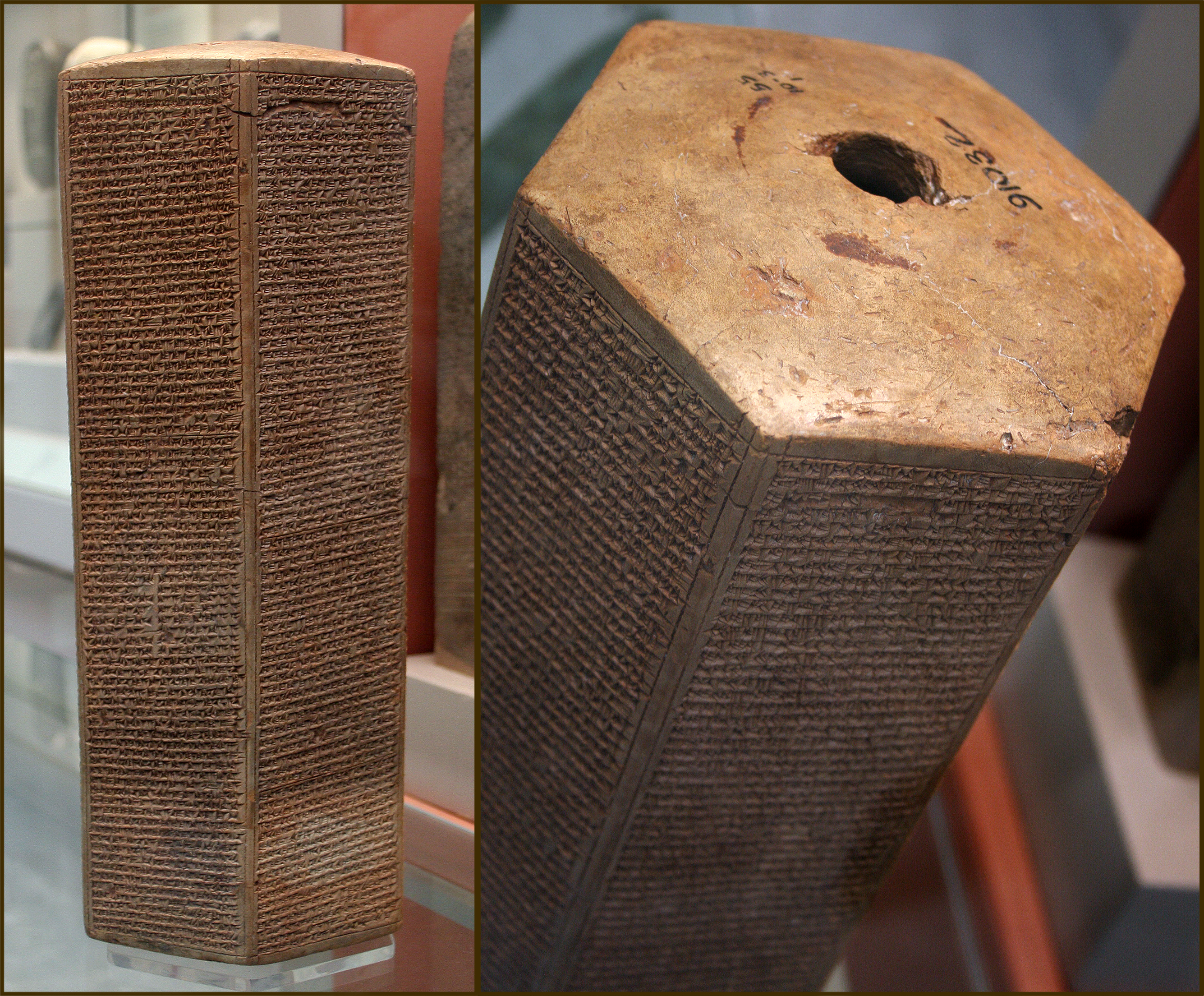
Циліндр Тейлора з Ніневії

Старомесопотамські писемні джерела «заговорили» з істориками лише у XIX столітті. Ключ до дешифрування клинописного письма на початку XIX ст. винайшов вчитель німецького ліцею Георг Гротефенд. Йому вдалось прочитати короткий напис, зроблений на колоні царського палацу в Персеполі трьома мовами: староперсидською, еламською і вавилонською. Зусиллями Георга Гротенфенда було встановлено 9 знаків, але в його відкриття ніхто не повірив, навіть не надрукували його працю. Тому клинопис був остаточно дешифрований лише в середині XIX ст. норвежцем К. Лассеном, французом Еженом Бюрнуфом, та англійцем Генрі Роулінсом. Ці вченні скористались сенсаційною знахідкою  Роулінса — Бехістунським написом, якого було викарбувано на прямовисній Бехистунській скелі в іранській долині за наказом царя Дарія І. Після, спеціально влаштованих, під наглядом комісії з Британської Академії наук, перекладів було визнано, що ассиріологам дійсно вдалося перекласти текст Тіглатпаласара І. Таким чином, 1857 вважають роком народження — ассиріології. Клинопис являв собою низку клиноподібних умовних знаків, які передавали значення відповідних зображень.
Однак для позначення об'єктів та ідей уже тоді почали використовувати звукову систему. І хоча клинопис також складався із сотень знаків, він був більш універсальним та різноплановим. Саме тому клинопис напрочуд швидко поширювався і прижився у шумерів, ассирійців, вавилонян, персів та мешканців держави Урарту.

## Використання клинопису
До середини 3 тис. до н. е. клинопис, що використовувався щонайменше для шумерської й аккадської мов, розвинувся у більш-менш стабільну словесно-складову систему, що включала близько 600 знаків, для яких була характерна як поліфонія, так і омофони. Протягом наступних століть усі 600 знаків ніколи не використовувалися одночасно в одному місці, і в певному сенсі подальша історія клинопису — це історія вибору форм знаків і їх значень, залежно від часу, місця і жанру, з додаванням деяких значень і невикористанням багатьох інших, спрощенням окремих знаків і формуванням характерних місцевих форм письма. Запис мови клинописом міг відбуватись як і з використанням багатьох логограм (тобто система була лого-силабічною), так і з використанням майже самих тільки силабограм (з дуже малою кількістю логограм) (тобто система була майже складовою). Прикладом майже складової клинописної системи є еламський клинопис.
Слідом за поширенням по Передній Азії шумеро-аккадської культури повсюдно став поширюватися й клинопис. У першу чергу разом з аккадською мовою, але поступово пристосовуючись і для місцевих мов. Від деяких мов нам відомі лише окремі глоси, імена власні або ізольовані тексти (каситської, аморейської, амарнсько-ханаанської, хаттської) мов. Відомі лише 4 мови, які пристосували і систематично використовували клинопис для великої частини текстів: хетська, еламська, хурритська й урартська. Окрім того, клинописними за формою, але функціонально відмінними є давньоперський клинопис та угаритський алфавіт.
- Еламський клинопис (2500—331 рр. до н. е.)
- Хуритський клинопис (2000-XII/XI ст. до н. е.)
- Хеттський клинопис (XVII—XIII ст. до н. е.)
- Урартський клинопис (830—650 рр. до н. е.)

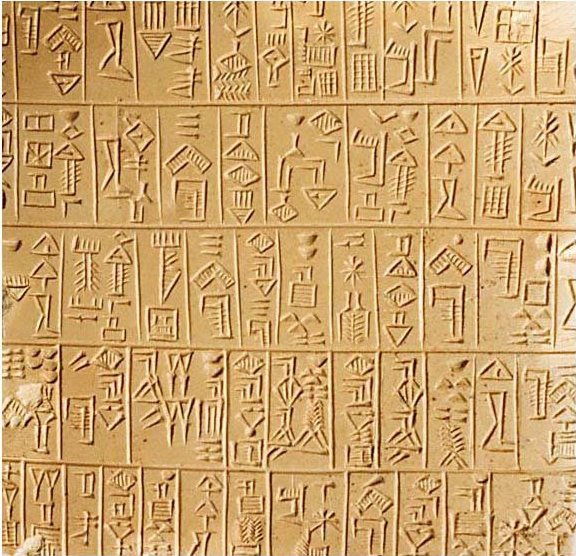
Давня форма клинопису
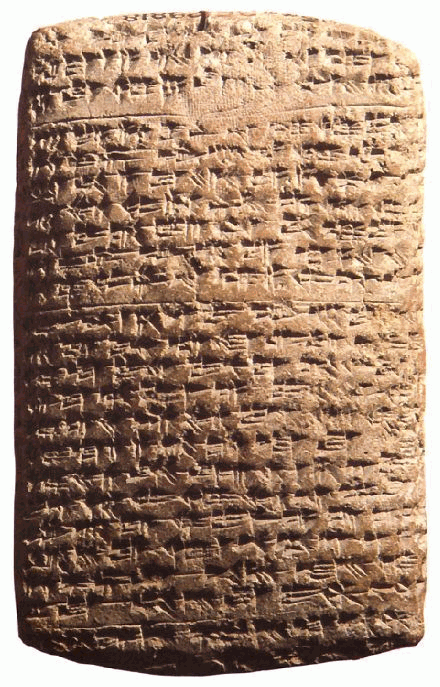
Одна из глиняних табличок з Амарни
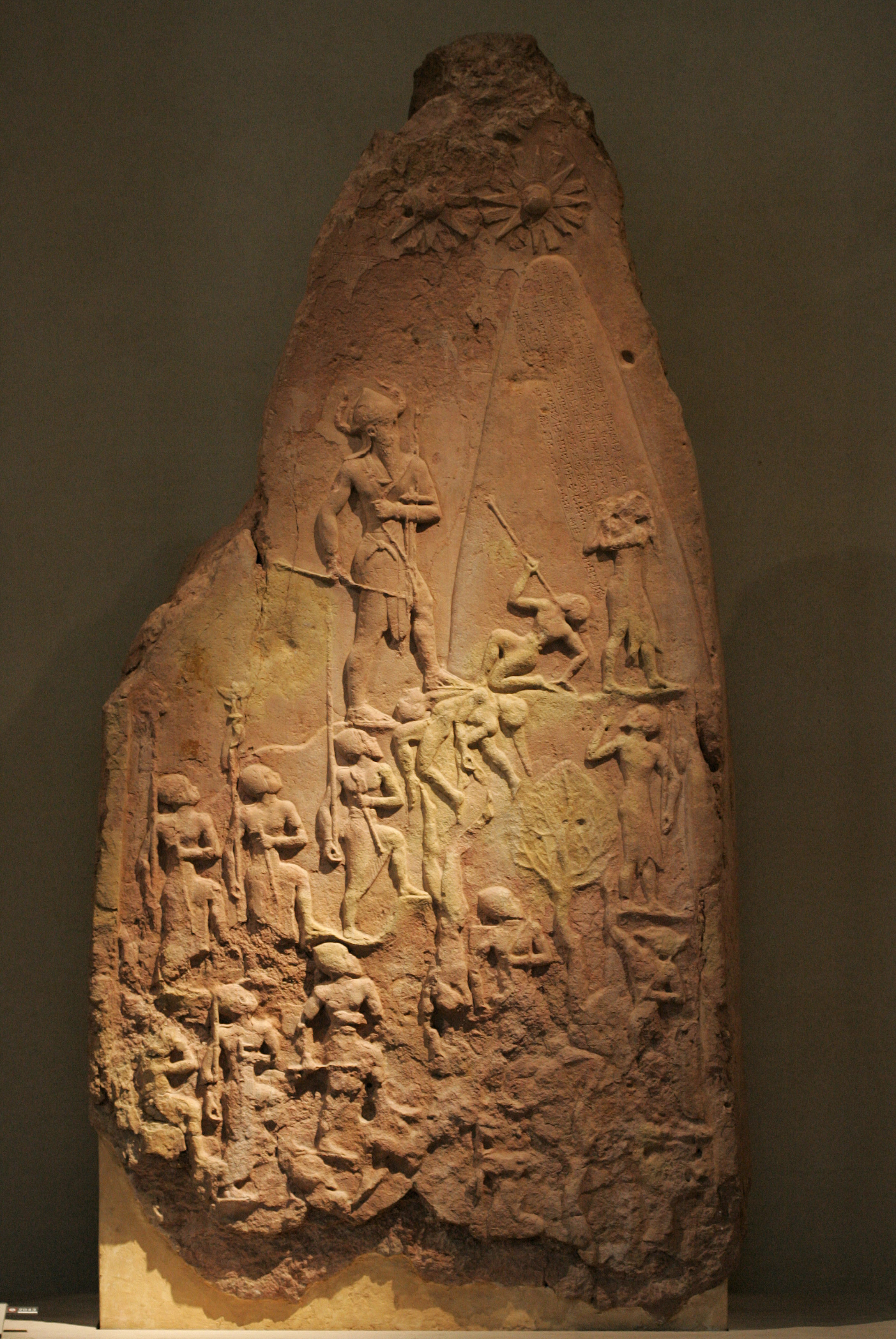
Стела Нарам-Суена, що увічнює його перемогу над лулубеями. Здоровило з рогами це, власне, сам цар
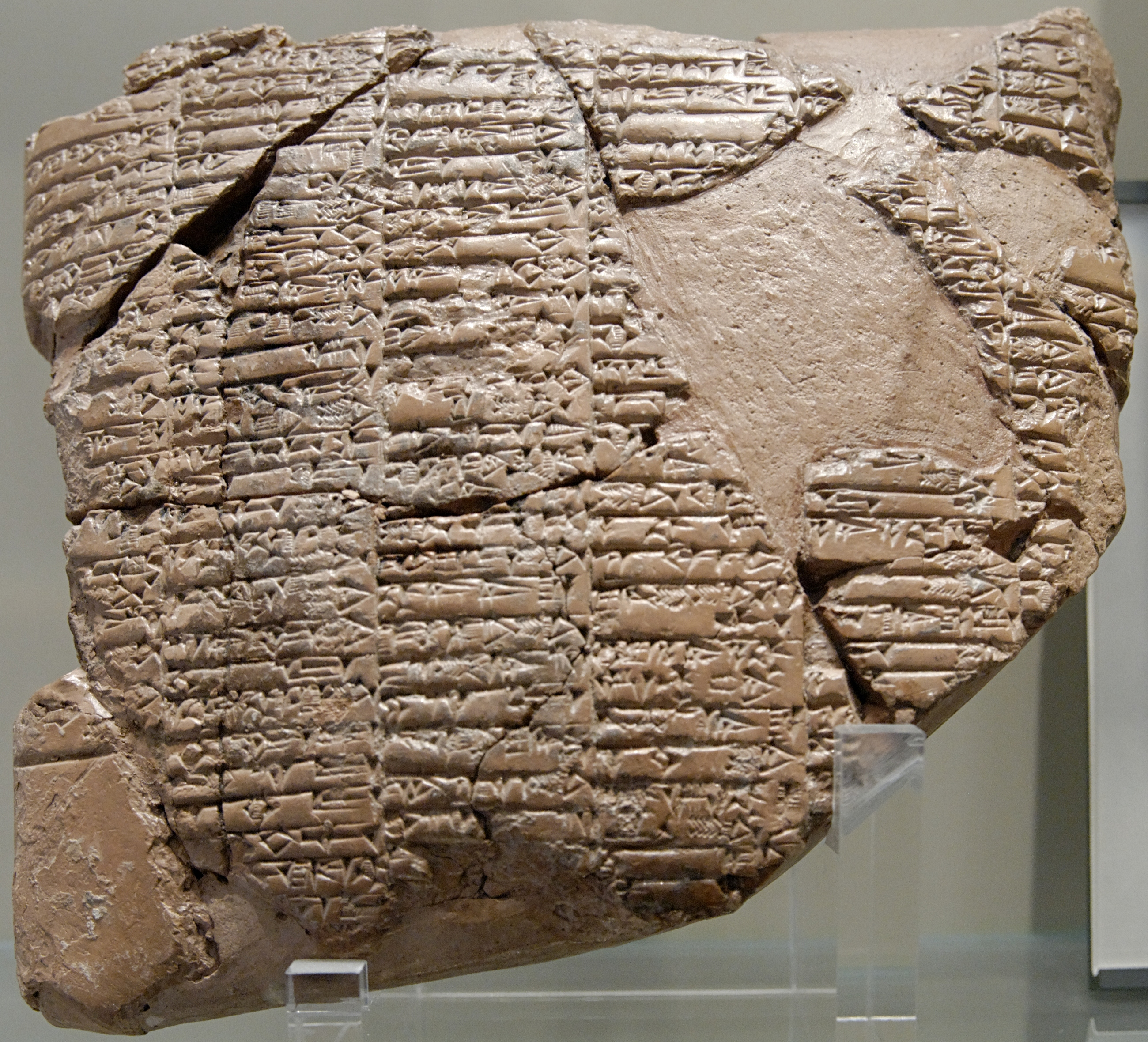
Табличка з найдавнішим у світі міжнародним договором
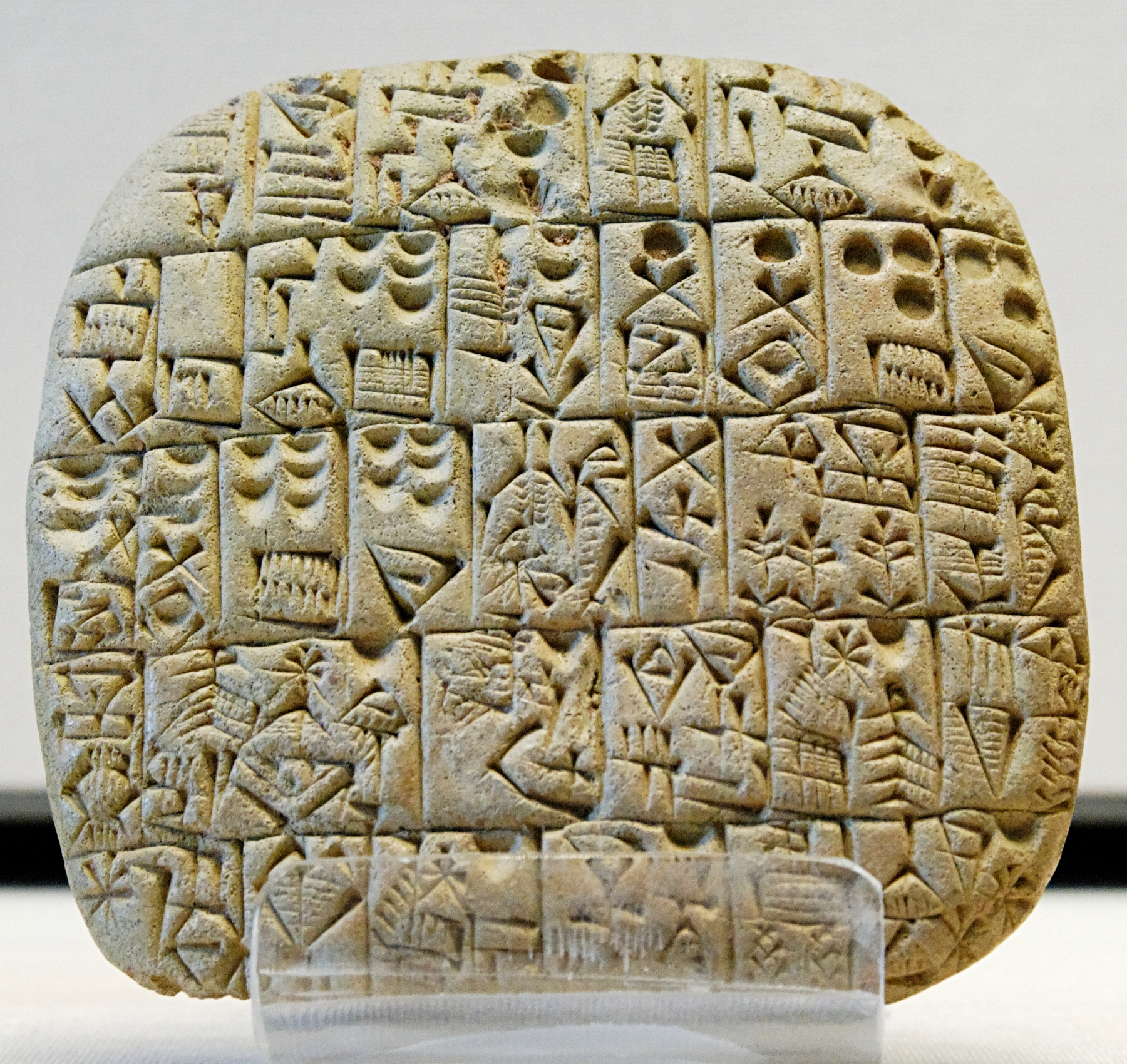
Глиняна табличка з Шуруппака, бл. 2600 до н. е.
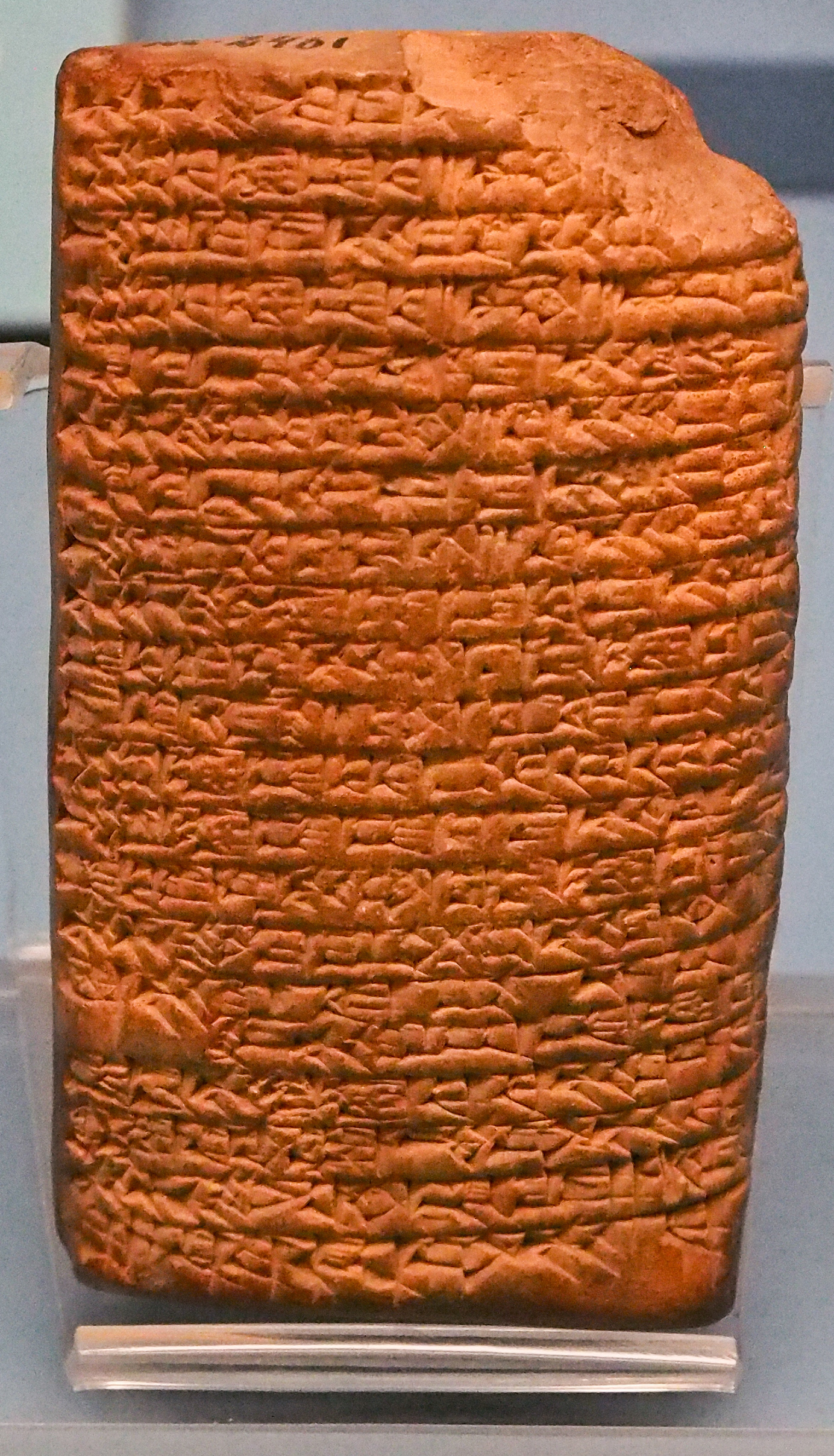
Табличка із найдавнішим відомим віршем про кохання, 2037-2029 до н. е.

## Таблиця складів
В таблиці показано склади ПГ і ГП (П — приголосний, Г — голосний). Складові знаки, що використовувалися в шумерській мові, розрізняли 16 приголосних:
b, d, g, g̃, ḫ, k, l, m, n, p, r, ř, s, š, t, z.
Також були знаки для чотирьох голосних:
a, e, i, u.
|    | -a                                       | -e                          | -i                                        | -u                                                     |
|    | a 𒀀, á 𒀉                                 | e 𒂊, é 𒂍                    | i 𒄿, í=IÁ 𒐊                               | u 𒌋, ú 𒌑, ù 𒅇                                          |
| b- | ba 𒁀, bá=PA 𒉺, bà=EŠ 𒂠                   | be=BAD 𒁁, bé=BI 𒁉, bè=NI 𒉌  | bi 𒁉, bí=NE 𒉈, bì=PI 𒉿                    | bu 𒁍, bú=KASKAL 𒆜, bù=PÙ 𒅤                             |
| d- | da 𒁕, dá=TA 𒋫                            | de=DI 𒁲, dé , dè=NE 𒉈       | di 𒁲, dí=TÍ 𒄭                             | du 𒁺, dú=TU 𒌅, dù=GAG 𒆕, du4=TUM 𒌈                     |
| g- | ga 𒂵, gá 𒂷                               | ge=GI 𒄀, gé=KID 𒆤, gè=DIŠ 𒁹 | gi 𒄀, gí=KID 𒆤, gì=DIŠ 𒁹, gi4 𒄄, gi5=KI 𒆠 | gu 𒄖, gú 𒄘, gù=KA 𒅗, gu4 𒄞, gu5=KU 𒆪, gu6=NAG 𒅘, gu7 𒅥 |
| ḫ- | ḫa 𒄩, ḫá=ḪI.A 𒄭𒀀, ḫà=U 𒌋, ḫa4=ḪI 𒄭       | ḫe=ḪI 𒄭, ḫé=GAN 𒃶           | ḫi 𒄭, ḫí=GAN 𒃶                            | ḫu 𒄷                                                   |
| k- | ka 𒅗, ká 𒆍, kà=GA 𒂵                      | ke=KI 𒆠, ké=GI 𒄀            | ki 𒆠, kí=GI 𒄀                             | ku 𒆪, kú=GU7 𒅥, kù 𒆬, ku4 𒆭                            |
| l- | la 𒆷, lá=LAL 𒇲, là=NU 𒉡                  | le=LI 𒇷, lé=NI 𒉌            | li 𒇷, lí=NI 𒉌                             | lu 𒇻, lú 𒇽                                             |
| m- | ma 𒈠, má 𒈣                               | me 𒈨, mé=MI 𒈪, mè 𒀞/𒅠       | mi 𒈪, mí=MUNUS 𒊩, mì=ME 𒈨                 | mu 𒈬, mú=SAR 𒊬                                         |
| n- | na 𒈾, ná 𒈿, nà=AG 𒀝, na4 («NI.UD») 𒉌𒌓    | ne 𒉈, né=NI 𒉌               | ni 𒉌, ní=IM 𒉎                             | nu 𒉡, nú=NÁ 𒈿                                          |
| p- | pa 𒉺, pá=BA 𒐀                            | pe=PI 𒉿, pé=BI 𒁉            | pi 𒉿, pí=BI 𒁉, pì=BAD 𒁁                   | pu=BU 𒁍, pú=TÚL 𒇥, pù 𒅤                                |
| r- | ra 𒊏, rá=DU 𒁺                            | re=RI 𒊑, ré=URU 𒌷           | ri 𒊑, rí=URU 𒌷                            | ru 𒊒, rú=GAG 𒆕, rù=AŠ 𒀸                                |
| s- | sa 𒊓, sá=DI 𒁲, sà=ZA 𒍝, sa4 («ḪU.NÁ») 𒄷𒈾 | se=SI 𒋛, sé=ZI 𒍣            | si 𒋛, sí=ZI 𒍣                             | su 𒋢, sú=ZU 𒍪, sù=SUD 𒋤, su4 𒋜                         |
| š- | ša 𒊭, šá=NÍG 𒐼, šà 𒊮                     | še 𒊺, šé, šè 𒂠              | ši=IGI 𒅆, ší=SI 𒋛                         | šu 𒋗, šú 𒋙, šù=ŠÈ 𒂠, šu4=U 𒌋                           |
| t- | ta 𒋫, tá=DA 𒁕                            | te 𒋼, té=TÍ 𒊹               | ti 𒋾, tí 𒊹, tì=DIM 𒁴, ti4=DI 𒁲            | tu 𒌅, tú=UD 𒌓, tù=DU 𒁺                                 |
| z- | za 𒍝, zá=NA4 𒉌𒌓                          | ze=ZI 𒍣, zé=ZÌ 𒍢            | zi 𒍣, zí 𒍢, zì 𒍥                          | zu 𒍪, zú=KA 𒅗                                          |
| g̃- | g̃á=GÁ 𒂷                                  | g̃e26=GÁ 𒂷                   | g̃i6=MI 𒈪                                  | g̃u10=MU 𒈬                                              |
| ř- | řá=DU 𒁺                                  | ře6=DU 𒁺                    |                                           |                                                        |

|    | a-                     | e-                | i-                         | u-                        |
|    | a 𒀀, á 𒀉               | e 𒂊, é 𒂍          | i 𒄿, í=IÁ 𒐊                | u 𒌋, ú 𒌑, ù 𒅇             |
| -b | ab 𒀊, áb 𒀖             | eb=IB 𒅁, éb=TUM 𒌈 | ib 𒅁, íb=TUM 𒌈             | ub 𒌒, úb=ŠÈ 𒂠             |
| -d | ad 𒀜, ád 𒄉             | ed=Á 𒀉            | id=Á 𒀉, íd=A.ENGUR 𒀀𒇉      | ud 𒌓, úd=ÁŠ 𒀾             |
| -g | ag 𒀝, ág 𒉘             | eg=IG 𒅅, ég=E 𒂊   | ig 𒅅, íg=E 𒂊               | ug 𒊌                      |
| -ḫ | aḫ 𒄴, áḫ=ŠEŠ 𒋀         | eḫ=AḪ 𒄴           | iḫ=AḪ 𒄴                    | uḫ=AḪ 𒄴, úḫ 𒌔             |
| -k | ak=AG 𒀝                | ek=IG 𒅅           | ik=IG 𒅅                    | uk=UG 𒊌                   |
| -l | al 𒀠, ál=ALAM 𒀩        | el 𒂖, él=IL 𒅋     | il 𒅋, íl 𒅍                 | ul 𒌌, úl=NU 𒉡             |
| -m | am 𒄠/𒂔, ám=ÁG 𒉘        | em=IM 𒅎           | im 𒅎, ím=KAŠ4 𒁽            | um 𒌝, úm=UD 𒌓             |
| -n | an 𒀭                   | en 𒂗, én, èn=LI 𒇷 | in 𒅔, in4=EN 𒂗, in5=NIN 𒊩𒌆 | un 𒌦, ún=U 𒌋              |
| -p | ap=AB 𒀊                | ep=IB 𒅁, ép=TUM 𒌈 | ip=IB 𒅁, íp=TUM 𒌈          | up=UB 𒌒, úp=ŠÈ 𒂠          |
| -r | ar 𒅈, ár=UB 𒌒          | er=IR 𒅕           | ir 𒅕, íp=A.IGI 𒀀𒅆          | ur 𒌨, úr 𒌫                |
| -s | as=AZ 𒊍                | es=GIŠ 𒄑, és=EŠ 𒂠 | is=GIŠ 𒄑, ís=EŠ 𒂠          | us=UZ 𒊺𒄷, ús=UŠ 𒍑         |
| -š | aš 𒀸, áš 𒀾             | eš 𒌍/𒐁, éš=ŠÈ 𒂠   | iš 𒅖, íš=KASKAL 𒆜          | uš 𒍑, úš=BAD 𒁁            |
| -t | at=AD 𒀜, át=GÍR gunû 𒄉 | et=Á 𒀉            | it=Á 𒀉                     | ut=UD 𒌓, út=ÁŠ 𒀾          |
| -z | az 𒊍                   | ez=GIŠ 𒄑, éz=EŠ 𒂠 | iz= GIŠ 𒄑, íz=IŠ 𒅖         | uz=ŠE&HU 𒊺𒄷 úz=UŠ 𒍑, ùz 𒍚 |
| -g̃ | ág̃=ÁG 𒉘                | èg̃=ÁG 𒉘           | ìg̃=ÁG 𒉘                    | ùg̃=UN 𒌦                   |

Для передачі аккадської мови було введено додаткові складові знаки для аккадських приголосних:
q, ', ṣ, ṭ, y, w.
|    | -a                                | -e                 | -i                     | -u                       |
| q- | qa=SÌLA 𒋡 , qá=GA 𒂵               | qe=KIN 𒆥 , qé=KI 𒆠 | qi=KIN 𒆥 , qí=KI 𒆠     | qu=KUM (GUM) 𒄣 , qú=KU 𒆪 |
| ṣ- | ṣa=ZA 𒍝                           | ṣe=ZÉ 𒍢 , ṣé=ZE 𒍣  | ṣi=ZÉ 𒍢 , ṣí=ZI 𒍣      | ṣu=ZUM 𒍮 , ṣú=ZU 𒍪       |
| ṭ- | ṭa=DA 𒁕 , ṭá=TA 𒋫                 | ṭe=DE 𒁲 , ṭé=DÍ 𒌓  | ṭi=DE 𒁲 , ṭí=DÍ 𒌓      | ṭu=DÙN 𒂅 , ṭú=TU 𒌅       |
| y- | ya=I.A 𒅀 , yá=IÁ 𒐊 , yà (ya)=PI 𒉿 | ye=I.A 𒅀           | yi=PI 𒉿, yí (yi)=I.A 𒅀 | yu=I.A 𒅀, yú (yu)=PI 𒉿   |
| w- | wa=PI 𒉿                           | we=PI 𒉿            | wi=PI 𒉿                | wu=PI 𒉿                  |
| '- | 'a='A 𒀪                           | 'e='A 𒀪            | 'i='A 𒀪                | 'u='A 𒀪                  |

|    | a-                | e-      | i-                | u-                 |
| -q | aq=AG 𒀝           | eq=EG 𒅅 | iq=IG 𒅅           | uq=UG 𒊌            |
| -ṣ | aṣ=AZ 𒊍 , áṣ=ÁŠ 𒀾 | eṣ=EZ 𒄑 | iṣ=EZ 𒄑 , íṣ=IŠ 𒅖 | uṣ=UZ 𒊺𒄷 , úṣ=UŠ 𒍑 |
| -ṭ | aṭ=AD 𒀜 , áṭ=ÁT 𒄉 | eṭ=ED 𒀉 | iṭ=ID 𒀉           | uṭ=UD 𒌓            |
| -w | aw=PI 𒉿           | ew=PI 𒉿 | iw=PI 𒉿           | uw=PI 𒉿            |
| -' | a'='A 𒀪           | e'='A 𒀪 | i'='A 𒀪           | u'='A 𒀪            |

Для передачі хеттської мови було додано декілька складових знаків для приголосних:
y, w.
|    | -a       | -e | -i           | -u |
| y- | ya=I.A 𒅀 |    |              |    |
| w- | wa=PI 𒉿  |    | wi5=GEŠTIN 𒃾 |    |

У клинописі для хурритської мови розрізнялися голосні u та о. До того ж, знаки для складів uП і Пu (П — приголосний) позначали ще й склади оП і По.
| u     | о     |
| u=Ú 𒌑 | о=U 𒌋 |